# The White Stripes (álbum)
The White Stripes é o álbum de estréia da banda americana The White Stripes, lançado em junho de 1999 pela gravadora independente Sympathy for the Record Industry.
Foi produzido pelo vocalista e guitarrista da banda, Jack White, e pelo baixista Jim Diamond, que tocava na banda The Dirtbombs. Jack descreveu o álbum como "realmente nervoso...o álbum mais cru, poderoso e com a sonoridade mais "Detroit" que já fizemos."
Johnny Walker, da banda Soledad Brothers, tocou slide guitar nas faixas "Suzy Lee" e "I Fought Piranhas". Ele é considerado aquele que ensinou Jack a tocar slide, algo que marcaria o som da banda. Com relação a isso, Johnny diz: "(Jack) tinha um 4-track na sua sala de estar e me convidou para ir lá e gravar algumas coisas. Como retribuição, eu o mostrei como tocar slide." 

## Faixas
Todas as músicas foram escritas por Jack White, exceto onde especificado:
Lado um
1. "Jimmy the Exploder" - 2:29
2. "Stop Breaking Down" (Robert Johnson) - 2:20
3. "The Big Three Killed My Baby" - 2:29
4. "Suzy Lee" - 3:21
5. "Sugar Never Tasted So Good" - 2:54
6. "Wasting My Time" - 2:13
7. "Cannon" (Jack White, Eddie James "Son" House) - 2:30
8. "Astro" - 2:42

Lado dois
1. "Broken Bricks" - 1:51
2. "When I Hear My Name" - 1:54
3. "Do" - 3:05
4. "Screwdriver" - 3:14
5. "One More Cup of Coffee" (Bob Dylan) - 3:13
6. "Little People" - 2:22
7. "Slicker Drips" - 1:30
8. "St. James Infirmary Blues" (Joe Primrose, tradicional) - 2:24
9. "I Fought Piranhas" - 3:07

- Edições japonesas do álbum incluem "Let's Shake Hands" e "Lafayette Blues" como faixas bônus.

## Formação
- Jack White – guitarra, piano, vocais
- Meg White – bateria
- Johnny Walker – slide guitar nas faixas 4 e 17